# Lucius Statius Aquila
Lucius Statius Aquila war ein im 1. und 2. Jahrhundert n. Chr. lebender römischer Politiker.
Aquila entstammte einer athenischen Familie; durch die Fasti Ostienses ist belegt, dass er 116 zusammen mit Gaius Iulius Alexander Berenicianus Suffektkonsul war; die beiden traten ihr Amt vermutlich am 1. September des Jahres an.